# Star TV
Star TV — український музично-розважальний телевізійний канал, який став продовженням радіостанції Star FM, що припинила своє існування через зміну власників. Супутникове покриття каналу охоплювало всю Україну та Європу до Уральських гір (велась  відкрита трансляція через супутник Astra 4A), також цифрове покриття було у всіх мережах.

## Про телеканал
Канал створювала команда «Star FM» із залученням професіоналів у галузі телемовлення з різних регіонів України. Найважливіша відмінність «Star TV» — музичний формат. Вся музика на каналі відповідала жорстким критеріям формату Dance Hit, актуальному для молодіжної аудиторії великих міст. Ефір «Star TV» був єдиним музичним потоком танцювальних версій популярних серед молоді хітів. Телеканал реалізовував абсолютно новаторську ідею максимального залучення аудиторії до створення каналу — так зване "креативне залучення" (Creative involving). Керівництво каналу ставило собі за мету привернути увагу ЦА, встановити з нею контакт і залучити її до процесу співтворчості з приводу всіх циклів продукту. Глядачі не просто надсилали SMS, а робитили телебачення: знімали власні відеоматеріали, надсилали сюжети, репортажі, аматорські ролики, вели відеоблоги.  
«Star TV» позиціонував себе як іноваційний молодіжний музично-розважальний інтерактивний цілодобовий телеканал. Його формат був зорієнтований на молодь від 14 до 30 років, яка відрізнялася індивідуальним підходом до продуктів мистецтва та креативно мислила. У презентаційному прес-релізі каналу аудиторію телеканалу було позначено терміном «тотальна субкультура». 
«Star TV» транслював музичні кліпи та програми, зосереджені на клубній, популярній українській, російській та закордонній музиці. Канал був відомий своєю орієнтацією на різноманітні музичні смаки, прагнучи задовольнити потреби широкої аудиторії. Важливою особливістю «Star TV» була інтерактивність. На каналі працював чат, який дозволяв глядачам спілкуватися один з одним, ділитися думками та знайомитися з новими людьми, не відриваючись від перегляду. Канал також пропонував можливість розміщення оголошень про продаж товарів та послуг через SMS-повідомлення. Це давало можливість глядачам отримати доступ до широкої аудиторії та знайти покупців для своїх товарів. Для зручності глядачів «Star TV» надавав можливість перегляду онлайн-трансляції на своєму веб-сайті. Це дозволяло дивитися канал в будь-якому місці та в будь-який час, без прив'язки до телевізора.
Телеканал, як і радіостанція в свій час, пропонував мікс із сучасних музичних хітів, найновішої танцювальної музики та молодіжних розважальних програм. Також, транслювалися захопливі інтерактивні, екстремальні спортивні шоу та популярні молодіжні телесеріали. Основу музичного ефіру «Star TV» складала музика у форматі Dance Euro Pop, а також кліпи нових модних і популярних серед молоді напрямків.
Розповсюдження сигналу велося через цифрове ефірне (MX-3), кабельне та супутникове телебачення.
26 листопада 2013 року ТОВ «Телерадіокомпанія „Нові комунікації“», що володіє ліцензіями на мовлення в загальнонаціональному цифровому мультиплексі МХ-3 та на супутнику, змінила логотип і програмну концепцію «Star TV» на «Dobro TV». 
1 січня 2014 року в 01:01 ночі мовлення було припинено під час програми «Краща сотня 2013 року». Причина припинення мовлення — телеканал «A-One Україна» поглинув «Star TV» та здійснив його ліквідацію. Редакція поглинутого каналу почала працювати на «A-One». Частина з тематичних програм, які раніше з'явилися в «Star TV» почали з'являться на «A-One».

## Програми
- Click Show (щодня у будні з 16:00 до 19:00)
- Хіт конвеєр
- Hit Music
- Star Night
- Star News
- Музичний штіль (у траурні дні)
- Ukrainian Top 10
- 20 Hot Star TV
- CLUB
- DJ
- RAVE
- ROXY VDJ SHOW
- SOUNDLIFE
- Клубний прогноз
- Внедреж
- DVJ Mix Show
- GAME
- Music Style
- VJ MIX
- Зірковий день
- Зірковий спалах
- CLUB-STYLES VIDEO MIX
- Буржуазія
- Весілля у подарунок
- Зоряні плітки
- Star 100
- КіноFiles
- Live Night
- Thirst for Life
- Rave

## Ведучі
- Чижанна
- Марішка Грін
- Альона Калашнікова
- Олексій Мельник
- Настя Попандопулос
- Алекс
- Настя Бєлан
- Юлія Вєтрова
- Аліса Єпіфанова

## Цікаві факти
- Телеведуча Чижанна займається озвученням відомих американських телесеріалів у складі приватної студії UA Team.
- Восени 2009 року мережу телемовлення Star TV займали в основному рекламні блоки телемагазинів більше, ніж музичні.